# Ана Лайевска
Анна Лайевска Расцветаева (на украински: Анна Лаєвська Расцвєтаєва), позната като Ана Лаевска (на испански: Ana Layevska) е мексиканска актриса с украински произход.

## Биография
Родена е на 10 януари 1982 г. в Киев, Украйна. Дъщеря е на Ина Расцветаева и Сергей Лаевски. Родителите ѝ се преместват в Мексико, когато Ана е била на 9 години. Владее 3 езика – руски, испански и английски. От 5-годишна свири на виола, също и на пиано.

### Актьорска кариера
Ана учи актьорско майсторство в „Centro de Educación Artística“ (CEA) на компанията Телевиса. На 15 години получава първата си роля в теленовелата „Alguna vez tendermos alas“. Получава малки роли в теленовелите „Скъпоценна“ и „Циганска песен“.
Забелязана е от Педро Дамян, който я кани да участва в теленовелата „Първа любов“, заедно с Анаи, Куно Бекер, Маурисио Ислас и Валентино Ланус. Печели наградата за актриса – откритие на TVyNovelas и Palmas de Oro.
През 2001 г. участва в игралния филм „In the time of the butterlies“ където има възможността да си партнира със Салма Хайек и Едуард Джеймс Олмос. Играе в театралната постановка „Пеперудите са свободни“ и благодарение на това получава награда от Асоциацията на театралните журналисти за най-добро театрално изпълнение. През 2003 година изпълнява главната роля в теленовелата „Клап, мястото на твоите мечти“, където си партнира с Ари Боровой. Отново играе в театъра, като получава роля в постановката „Изпитанието“. Следва участие в късометражния филм „Genesis 3:19“ през 2004 г. Изпълнява ролята на Естрея Сан Роман В теленовелата „Мащехата“. През 2006 г. изпълнява главната роля в теленовелата „Двете лица на Ана“. Снима се във филма „The Fighter“ в Чили през 2007 г., също изпълнява главна роля в мексиканския филм „Път към слава“ от 2008 г. През 2008 г. получава главна роля в „Скъпа неприятелко“, където неин партньор е Габриел Сото. Изпълнява отрицателни роли в теленовелите „Лятото на любовта“ (2009), „Призракът на Елена“ (2010) и „Сърцето ми настоява“ (2011). Участва и в един от епизодите на втория сезон на „Жени убийци“.

## Личен живот
През 2006 г. по време на снимките на теленовелата „Двете лица на Ана“, където изпълнява главната роля, се запознава с актьора Рафаел Амая. За него тя твърди, че е първият сериозен мъж в живота ѝ. Двамата имат връзка близо четири години, но през 2010 г. се разделят по незнайни и до днес причини. Към днешна дата Ана поддържа връзка с Родриго Морейра, който е инженер и не е част от артистичния свят. През септември 2013 г., след 6-месечна връзка, двамата се сгодяват.

## Филмография

### Теленовели
- Моята тайна (Mi secreto) (2022) – Мариана Монкада де Угарте
- И утре ще бъде друг ден (Y mañana será otro día) (2018) – Маргарита Рохас
- Син демон (Blue Demon) (2016) – Силвия
- Без следа от теб (Sin rastro de ti) (2016) – Камила Борхес
- Дамата и работника (Dama y obrero) (2013) – Игнасия Сантамария
- Опасни връзки (Relaciones peligrosas) (2012) – Патрисия Милано
- Съцето ми настоява (Mi corazon insiste) (2011) – Дебора Нориега
- Призракът на Елена (El fantasma de Elena) (2010) – Даниела/Елена Калканьо
- Скъпа неприятелко (Querida enemiga) (2008) – Лорена де ла Крус
- Двете лица на Ана (Las dos caras de Ana) (2006) – Ана Ескудеро/Марсия Ласкано
- Vecinos (2006) – Сара
- Мащехата (La madrastra) (2005) – Естрея Сан Роман
- Клап, мястото на твоите мечти (CLAP, el lugar de tus sueños) (2003) – Валентина
- Mujer, casos de la vida real (2002/03) – Адела
- Клас 406 (Clase 406) (2002/03) – Валентина Кинтеро Арагон
- Играта на живота (El juego de la vida (Mexico)) (2001) – Паулина
- Първа любов (Primer amor... a mil por hora) (2000) – Марина Итуриага Камарго
- Коледна песен (Cuento de Navidad) (1999)
- Циганска любов (1999) – Мария
- Скъпоценна (Preciosa) (1998)
- Някога ще имаме крила (Alguna vez tendremos alas) (1997)

### Филми
- Път към слава (Casi divas) (2008) – Химена Лисарага
- The fighter (2007) – Хелън
- Cansada de besar sapos (2006) – Анди
- Genesis 3:19 (2004) – Лиса
- In the Time of the Butterflies (2001) – Лина Ловатон
- Primer amor... tres años después (2001) – Марина Итуриага Камарго